# Мосю Верду
„Мосю Верду“ (на английски: Monsieur Verdoux) е американски игрален филм (черна комедия) от 1947 година в главната роля Чарли Чаплин, който е режисьор, продуцент, сценарист и композитор на филма. Във филма участват още Марта Рей, Уилям Фроли и Мерилин Наш. Филмът излиза на екран от 11 април 1947 г.

## В България
Филмът е излъчен с дублаж на български език през 1982 г. по Българската телевизия (Първа програма). Екипът се състои от:
| Превод              | Катя Гончарова                                                                                           |
| Редактор            | Лидия Димова                                                                                             |
| Тонрежисьор         | Борис Стаменов                                                                                           |
| Режисьор на дублажа | Мария Николова                                                                                           |
| Озвучаващи артисти  | з.а. Виолета Минкова Анета Сотирова Лили Райнова з.а. Георги Гайтанеков Валентин Гаджоков Кирил Варийски |